# Поточник сжатый
Поточник сжатый (лат. Blysmus compressus) — вид травянистых растений рода Поточник (Blysmus) семейства Осоковые (Cyperaceae).

## Ботаническое описание

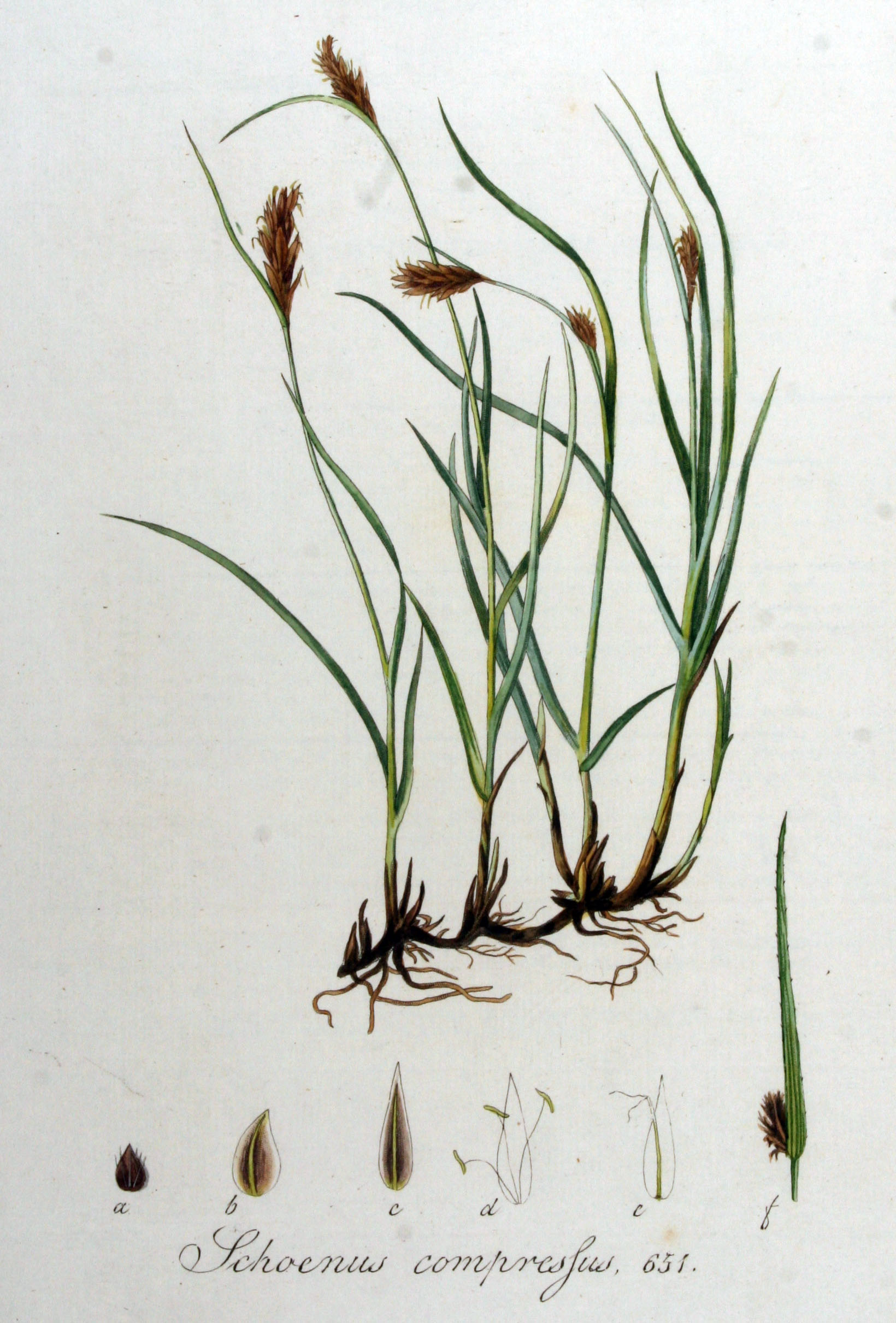

Многолетнее травянистое растение, 10—45 см высотой, с длинными ползучими корневищами. Стебли прямостоячие, немного сплюснутые, наверху тупотрехгранные. Прикорневые листья чешуевидные, стеблевые (в числе 5—8) — линейные, плоские, килеватые, до 5 мм шириной.
Колоски (в числе 4—12) собраны в короткий (2—3 см длиной) двурядный сложный колос. Прицветный лист обычно длиннее соцветия. Колоски 4—10 мм длиной, продолговато-яйцевидные, 5—10-цветковые. Кроющие чешуи продолговато-яйцевидные, острые, красновато-коричневые или ржаво-коричневые, с зелёным килем. Околоцветник из 3—6 щетинок. Тычинок 3. Пестик один с 2 реснитчатыми рыльцами. Плод — обратнояйцевидный орешек (около 2 мм длиной, в 2 раза короче околоцветных щетинок). Цветёт в июне—июле. Плодоносит в июле—августе. 2n = 44.